# Saṃghavarman
Saṃghavarman (康僧鎧, Pinyin: Kāng Sēngkǎi, Wade-Giles: K'ang seng-kai, giapponese: Kōsōgai;; fl. III secolo) fu un monaco buddista originario della Sogdiana, traduttore di testi dal sanscrito al cinese.
Giunto in Cina, a Luòyáng, nel 252 soggiornò presso il Tempio del Cavallo Bianco (白馬寺, Báimǎ Sì).
A lui si attribuisce, tra gli altri, la traduzione dal sanscrito del Sukhāvatīvyūhasūtra (無量壽經, Wúliángshòu jīng, giapp. Muryōju kyō) conservato nel Bǎojībù al T.D. 360.